# Lovinac (Poličnik)
Lovinac falu Horvátországban Zára megyében. Közigazgatásilag Poličnikhoz tartozik.

## Fekvése
Zára központjától légvonalban15 km-re, közúton 19 km-re északkeletre, községközpontjától 3 km-re északra, Dalmácia északi részén, Ravni kotar közepén fekszik.

## Története
A települést 1421-ben említik először a Domenico Mocegno velencei dózse rendeletére összeállított zárai kataszterben „Lovignaz” és „Lovinec” néven. Területe már a 14. század végétől egészen a török hódításig velencei uralom alatt állt. 1467-ben a szomszédos Poličnik egyik határleírásában mint a faluval északról határos település, majd 1474-ben egy adásvételi szerződésben, melyben Karlo Krbavski eladja Ivan Benkovićnak néhány birtokát szerepel. A következő adat a falu létezéséről 1495. május 9-én kelt okiratból származik „villa Lovinzi” alakban.
1581-ben Poličnik várának elestével török uralom alá került, majd 1669-ben a kandiai háborút lezáró békével került vissza a Velencei Köztársasághoz. A 18. század végén Napóleon megszüntette a Velencei Köztársaságot. 1797 és 1805 között Habsburg uralom alá került, majd az egész Dalmáciával együtt az Első Francia Császárság része lett. 1815-ben a bécsi kongresszus újra Ausztriának adta, amely a Dalmát Királyság részeként Zárából igazgatta 1918-ig. 1880-ban 169, 1910-ben 219 lakosa volt. Ezt követően előbb a Szerb-Horvát-Szlovén Királyság, majd Jugoszlávia része lett. Lakói főként mezőgazdaságból és állattartásból éltek, de sokan dolgoztak a közeli Zárán is. A településnek 2011-ben 278 lakosa volt.

## Lakosság
| Lakosság változása | Lakosság változása | Lakosság változása | Lakosság változása | Lakosság változása | Lakosság változása | Lakosság változása | Lakosság változása | Lakosság változása | Lakosság változása | Lakosság változása | Lakosság változása | Lakosság változása | Lakosság változása | Lakosság változása | Lakosság változása |
| ------------------ | ------------------ | ------------------ | ------------------ | ------------------ | ------------------ | ------------------ | ------------------ | ------------------ | ------------------ | ------------------ | ------------------ | ------------------ | ------------------ | ------------------ | ------------------ |
| 1857               | 1869               | 1880               | 1890               | 1900               | 1910               | 1921               | 1931               | 1948               | 1953               | 1961               | 1971               | 1981               | 1991               | 2001               | 2011               |
| 0                  | 0                  | 169                | 177                | 179                | 219                | 200                | 0                  | 383                | 435                | 439                | 504                | 470                | 617                | 430                | 278                |

## Nevezetességei
- Szent Lukács evangélista tiszteletére szentelt templomát 1896-ban újították meg. a homlokzat feletti harangépítményben egy harang található. Fából faragott oltárán Szent Lukács szobra áll.
- Kétszáz éves útikápolna Szent Lukács szobrával.

## Fordítás
Ez a szócikk részben vagy egészben  a   Lovinac (Poličnik) című horvát Wikipédia-szócikk ezen változatának fordításán alapul.  Az eredeti cikk szerkesztőit annak laptörténete sorolja fel. Ez a jelzés csupán a megfogalmazás eredetét és a szerzői jogokat jelzi, nem szolgál a cikkben szereplő információk forrásmegjelöléseként.